# Nawaga europejska
Nawaga europejska, nawaga (Eleginus nawaga) – gatunek ławicowej ryby oceanicznej z rodziny dorszowatych (Gadidae), blisko spokrewniony z gatunkami rodzaju Gadus. 

## Zasięg występowania
Występuje na północy Rosji i wschodniej Europy, w Morzu Białym, Morzu Barentsa, Morzu Karskim, Zatoce Kolskiej oraz ujściu rzeki Ob. Zamieszkuje płytkie wody przybrzeżne o miękkim dnie, najczęściej w pobliżu lodowców. Często wpływa do ujść i zatok przybrzeżnych i podąża daleko w górę rzek.

## Charakterystyka
Grzbiet ciemnobrązowy, a podbrzusze jasnoszare. Na całym ciele obecne są jaśniejsze plamki. Zazwyczaj dorasta do około 25–40 cm długości i niecałego kilograma masy ciała, jednak populacja zamieszkująca Morze Białe jest stosunkowo mniejsza, dorasta do 15–25 cm długości. Zarówno samiec jak i samica żyją około 10–12 lat. Głównym pożywieniem nawagi są skorupiaki oraz drobne ryby.

## Rozmnażanie
Tarło odbywa się w sezonie zimowym, w małych płytkich zatoczkach lub w ujściach mniejszych rzek. Samica składa wtedy od 6 do 9 tysięcy jajek wprost do piaszczystego podłoża lub rozprasza po skalistym dnie.